# Seebischof

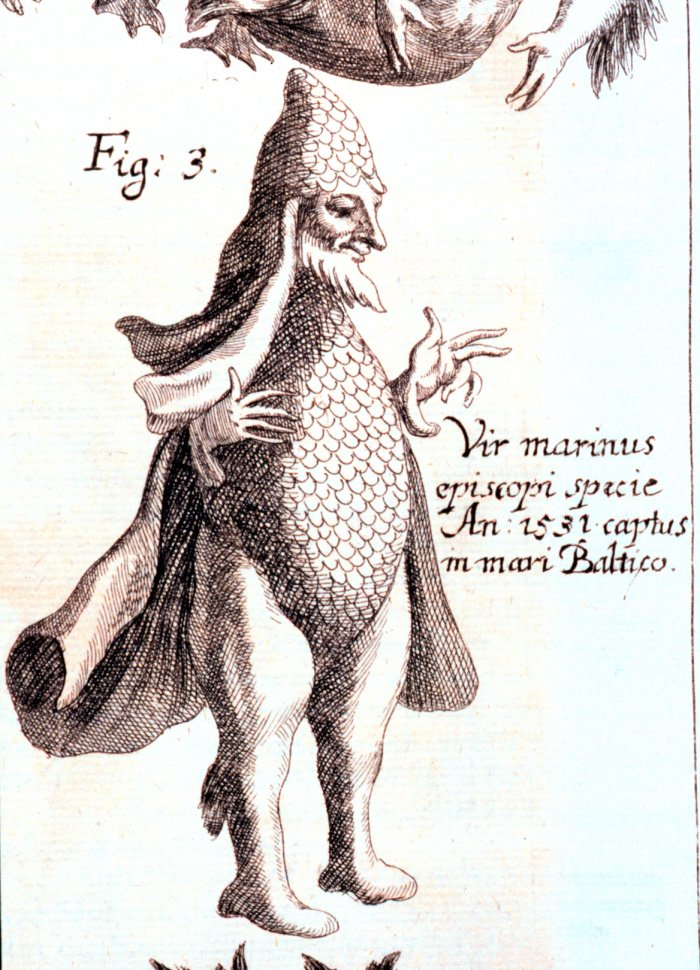
Seebischof, Abbildung bei Johann Zahn

Der Seebischof oder Meerbischof ist ein Fabelwesen, das im 16. und 17. Jahrhundert von einigen Naturforschern erwähnt und für tatsächlich existent gehalten wurde. Er ist eine besondere Gattung des Wassermannes, ein männliches Gegenstück zur Meerjungfrau.

## Beschreibung
Beschreibungen und Abbildungen finden sich zum Beispiel bei Pierre Belon, Conrad Gessner, Guillaume Rondelet und Ulisse Aldrovandi. Der Seebischof wird als Fisch, bekleidet mit Dalmatik und Mitra beschrieben und gelegentlich auch mit Bischofsstab abgebildet. Das nicht sehr große Geschöpf soll normalerweise einen friedfertigen Charakter haben, aber auch Stürme entfesseln können, wenn es gereizt wird. In Johann Zahns Buch Specula physico – mathematico - historica notabilium ac mirabilium sciendorum (veröffentlicht 1696 in Nürnberg) ist ein Exemplar abgebildet, das 1531 in der Ostsee lebend gefangen worden sein soll. Nachdem es jede Nahrungsaufnahme verweigert habe, sei es nach drei Tagen gestorben. Auch in Johannes Praetorius’ «Weltbeschreibung» ist dieses Ereignis erwähnt.
Allerdings äußerten bereits einige Autoren – zum Beispiel Rondelet – schon sehr früh Zweifel an der Zuverlässigkeit der veröffentlichten Abbildungen und hielten sie damals schon für überzeichnet, ohne jedoch die Existenz des Seebischofs völlig abzulehnen.
Die asiatische Variante des Meerbischofs ist der Meerbonze oder Umibōzu der japanischen Mythologie.

## Vorkommen

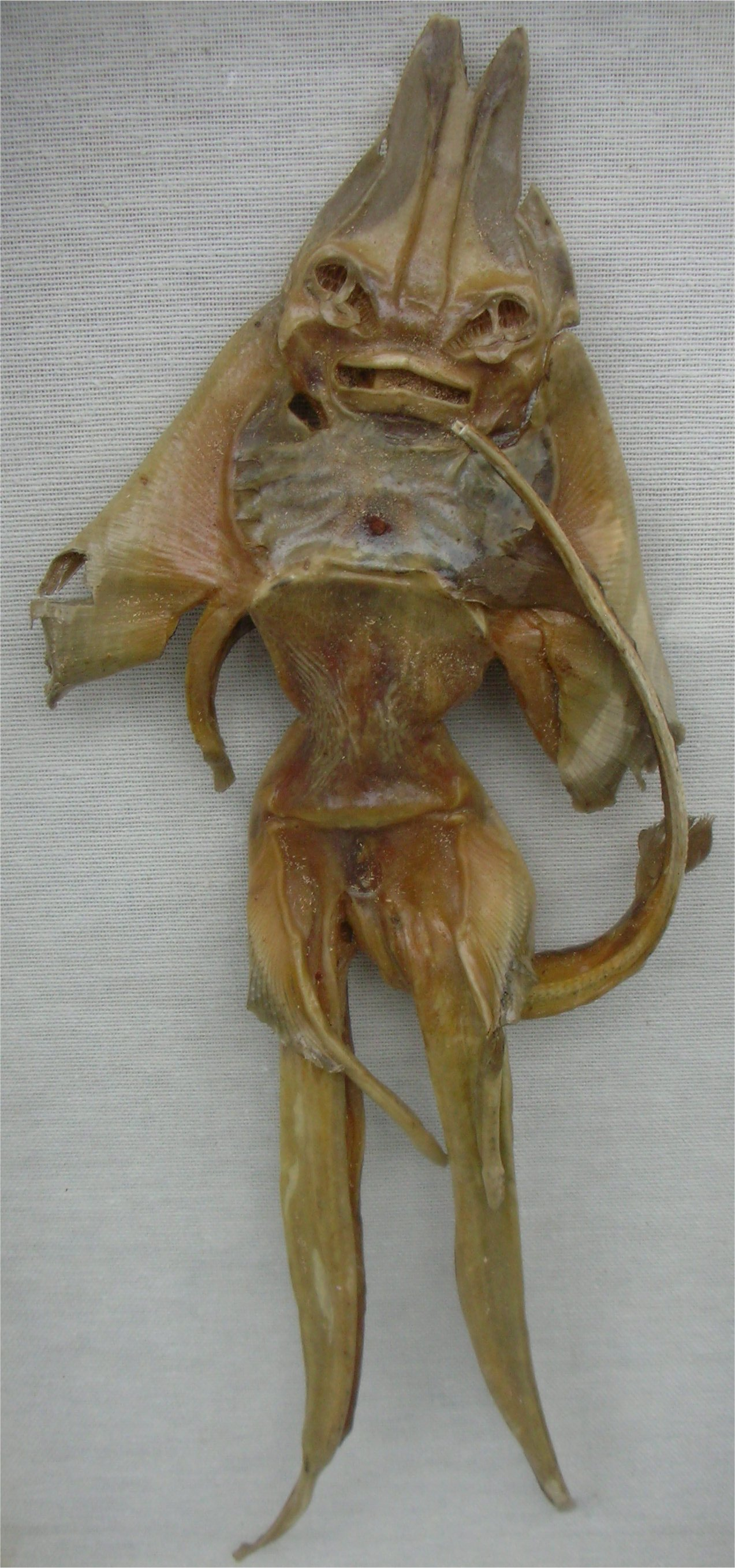
Jenny Haniver

Begegnungen mit dem Seebischof sind aus der Ostsee, dem Ärmelkanal, dem Roten Meer und dem Adriatischen Meer überliefert. Wahrscheinlich liegen den Beschreibungen Sichtungen von Engelhaien oder Rochen zugrunde.
Als Beweis für die Existenz des Seebischofs legten Seeleute sogenannte Jenny Hanivers vor, die sie in den Häfen erworben hatten. Das waren getrocknete Geigenrochen, deren Körper mit der Bauchseite nach oben so zurechtgeschnitten und drapiert waren, dass ein ausgebreitetes Messgewand entstand. Die Nasenöffnungen an der Körperunterseite waren die Augen. Der Mund des Fisches, entsprechend hergerichtet, hat durchaus Ähnlichkeiten mit einem menschlichen Mund. Die paarigen Klasper können mit einiger Phantasie als Beine interpretiert werden.
Heinrich Heine schreibt 1837 in „Elementargeister“ leicht ironisch über den Seebischof:

„Ich bin überzeugt, Ihr alle wißt nicht, daß es Meerbischöfe giebt? Ich zweifle sogar, ob die Gazette de France es weiß. Und doch wäre es wichtig für manche Leute zu wissen, daß das Christenthum sogar im Ocean seine Anhänger hat und gewiß in großer Anzahl. Vielleicht die Majorität der Meergeschöpfe sind Christen, wenigstens eben so gute Christen wie die Majorität der Franzosen. Ich möchte dieses gern verschweigen, um der katholischen Parthey in Frankreich durch diese Mittheilung keine Freude zu machen, aber da ich hier von Nixen, von Wassermenschen, zu sprechen habe, verlangt es die deutsch-gewissenhafte Gründlichkeit, daß ich der Seebischöfe erwähne. Prätorius erzählt nemlich folgendes: ‚In den holländischen Chroniken liest man, Cornelius von Amsterdam habe an einen Medikus Namens Gelbert nach Rom geschrieben: daß im Jahr 1531 in dem nordischen Meer, nahe bey Elpach, ein Meermann sey gefangen worden, der wie ein Bischof von der römischen Kirche ausgesehen habe. Den habe man dem König von Polen zugeschickt. Weil er aber ganz im gringsten nichts essen wollte von allem was man ihm dargereicht, sey er am dritten Tage gestorben, habe nichts geredet, sondern nur große Seufzer geholet.‘ Eine Seite weiter hat Prätorius ein anderes Beyspiel mitgetheilt: ‚Im Jahr 1433 hat man in dem baltischen Meere gegen Polen, einen Meermann gefunden, welcher einem Bischof ganz ähnlich gewesen. Er hatte einen Bischofshut auf dem Haupte, seinen Bischofstab in der Hand, und ein Meßgewand an. Er ließ sich berühren, sonderlich von den Bischöfen des Ortes, und erwies ihnen Ehre, jedoch ohne Rede. Der König wollte ihn in einem Thurm verwahren lassen, darwidersetzte er sich mit Gebehrden, und baten die Bischöfe, daß man ihn wieder in sein Element lassen wolle, welches auch geschehen, und wurde er von zweyen Bischöfen dahin begleitet und erwies sich freudig. Sobald er in das Wasser kam machte er ein Kreuz, und tauchte sich hinunter, wurde auch künftig nicht mehr gesehen. Dieses ist zu lesen in Flandr. Chronic. in Hist. Ecclesiast. Spondani, wie auch in den Memorabilibus Wolfii.‘ Ich habe beide Geschichten wörtlich mitgetheilt und meine Quelle genau angegeben, damit man nicht etwa glaube, ich hätte die Meerbischöfe erfunden. Ich werde mich wohl hüten noch mehr Bischöfe zu erfinden. (An den vorhandenen habe ich schon genug.) Einigen Engländern, mit denen ich mich gestern über die Reform der anglikanisch episkopalen Kirche unterhielt, habe ich den Rath gegeben, aus ihren Landbischöfen lauter Meerbischöfe zu machen.“

Johannes Praetorius erwähnt in seiner Weltbeschreibung Anthropodemus Plutonicus unter Bezugnahme auf „Holländische Chroniken“ als Quelle eine Begegnung mit dem Meerbischof an der niederländischen Nordseeküste, die angeblich im Jahr 1531 stattgefunden hat.
„Flandr. Chronic. in Hist. Ecclesiast. Spondani“ bezieht sich auf eine Passage aus der Flämischen Bilderchronik Philipps des Schönen, die in den Annales ecclesiastici (kirchliche Annalen) des Kardinals Cesare Baronio (latinisiert: Caesar Baronius) zitiert wird. Henri de Sponde (latinisiert: Henricus Spondanus), katholischer Jurist und Historiker, führte das umfangreiche, zwölfbändige Werk Baronios fort.
„Memorabilibus Wolfii“ ist möglicherweise ein Verweis auf das Werk des deutschen Historikers, Humanisten und Philologen Hieronymus Wolf. Das Zitat deutet darauf hin, dass der Autor diese Quelle nutzt, um kirchenhistorische Themen zu beleuchten, die mit der Geschichte Flanderns zusammenhängen.

## Darstellungen

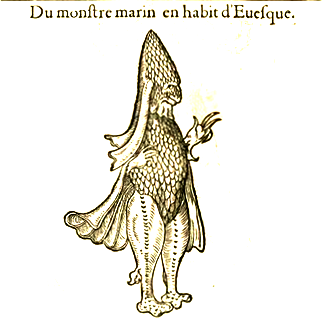
Darstellung von Guillaume Rondelet in Histoire entière des poissons (1558)
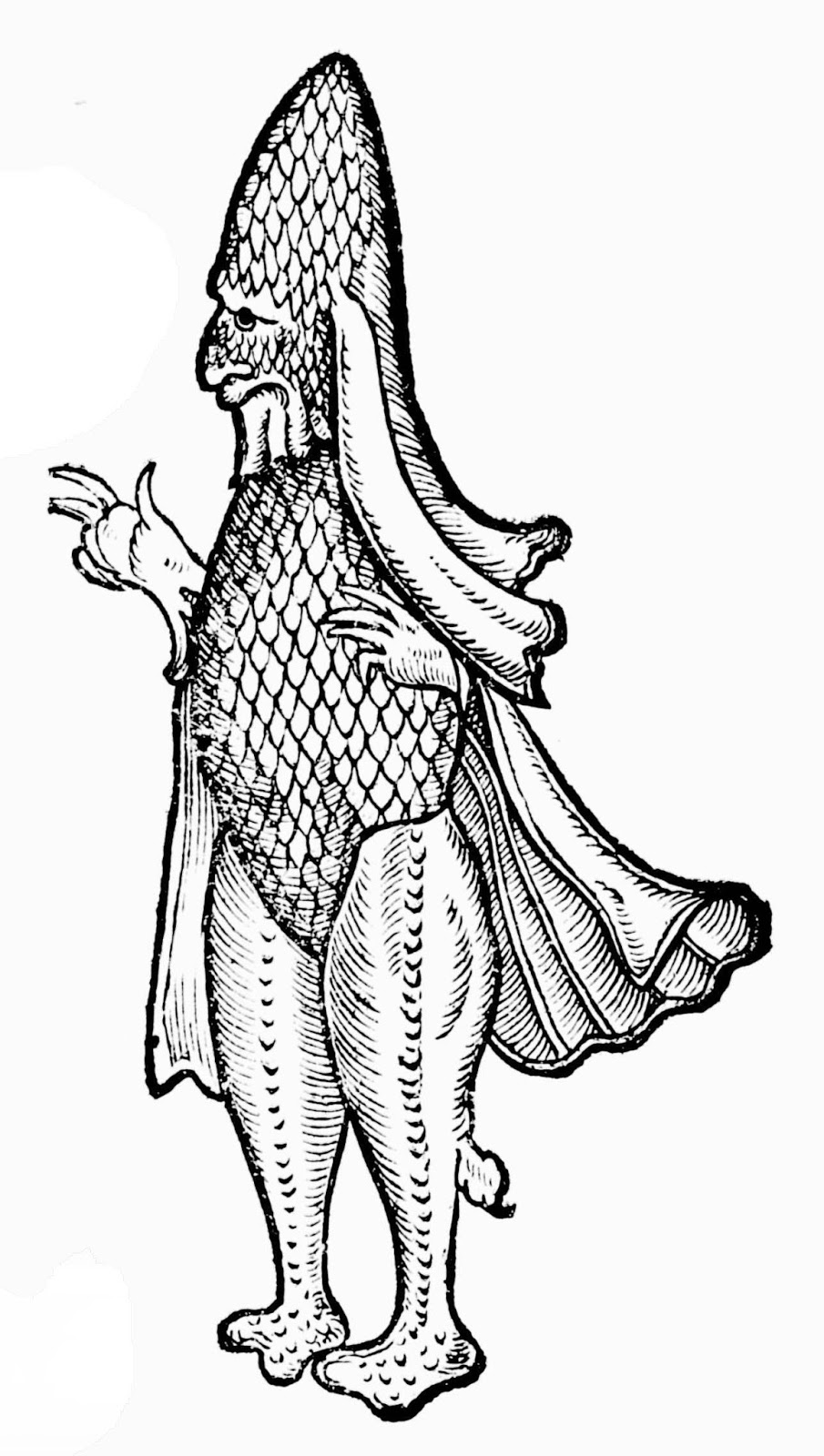
Darstellung von Conrad Gessner in Historia Animalium (1575)
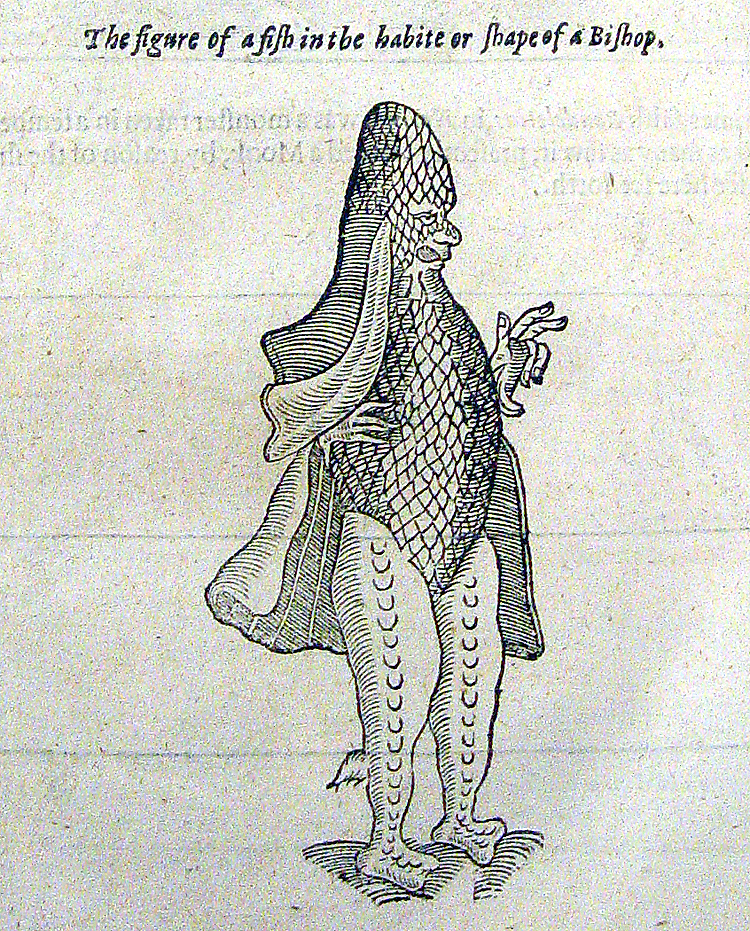
Darstellung von Ambrose Pare in Works of Ambrose Pare (1634)
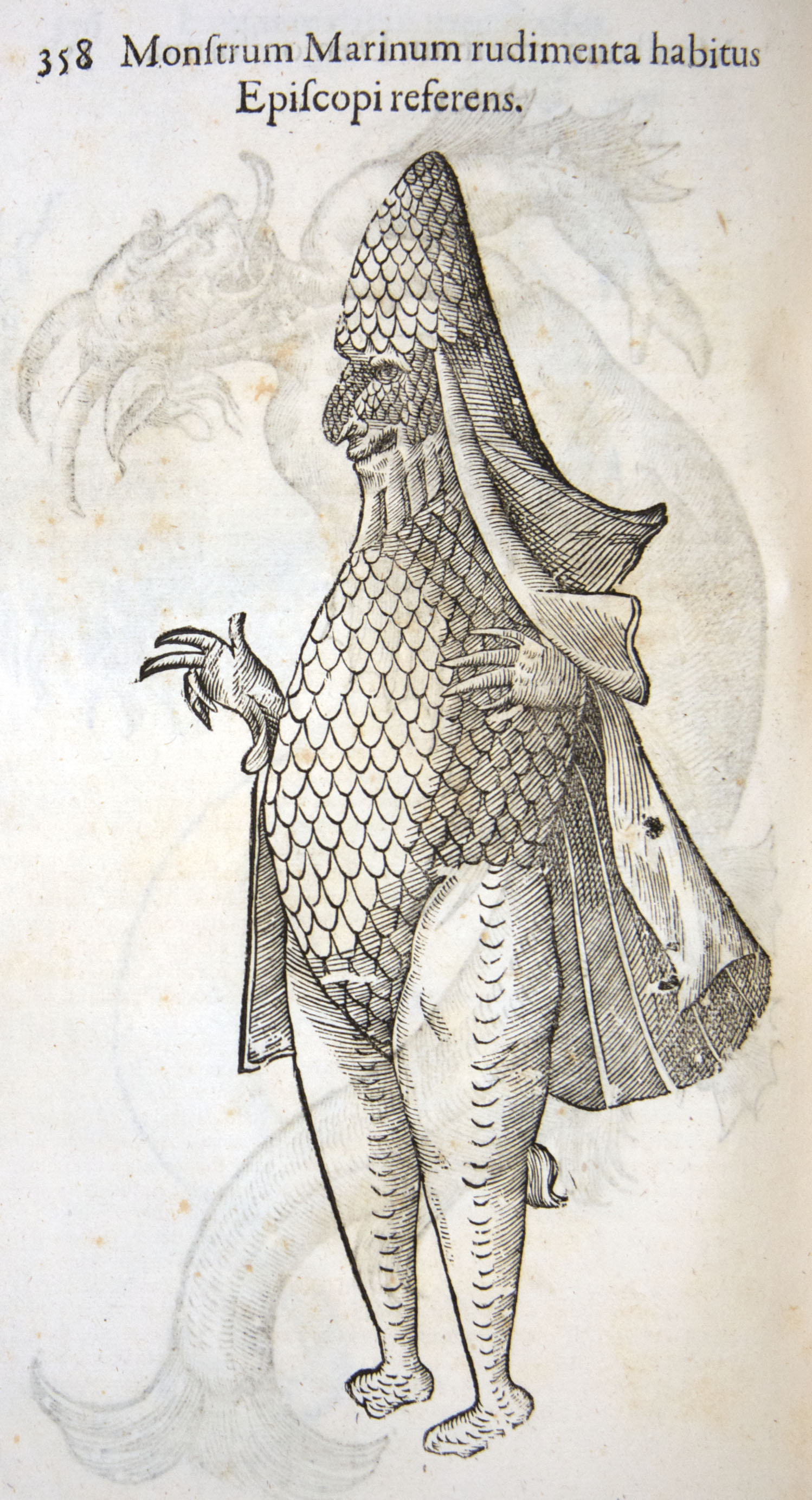
Darstellung von Ulisse Aldrovandi in Monstrorum historia (1642)